# 杏林站 (厦门市)
杏林站位于福建省厦门市集美区，建于1956年。距鹰潭站674公里，距厦门站20公里。现为三等站。车站不办理客运业务，货运办理整车、零担货物发到。
杏林站设有4条到发线、2条正线及4条调车线。货场内设有4条货物线和1条牵出线。车站设有通往玻璃厂、厦门电厂及糖厂的专用线。